# Laticauda crockeri
Espèce
Synonymes
- Laticauda laticaudata wolffi Volsoe, 1956

Statut de conservation UICN

 VU D2 : Vulnérable
Laticauda crockeri ou tricot rayé des Salomon est une espèce de serpents de la famille des Elapidae.

## Répartition

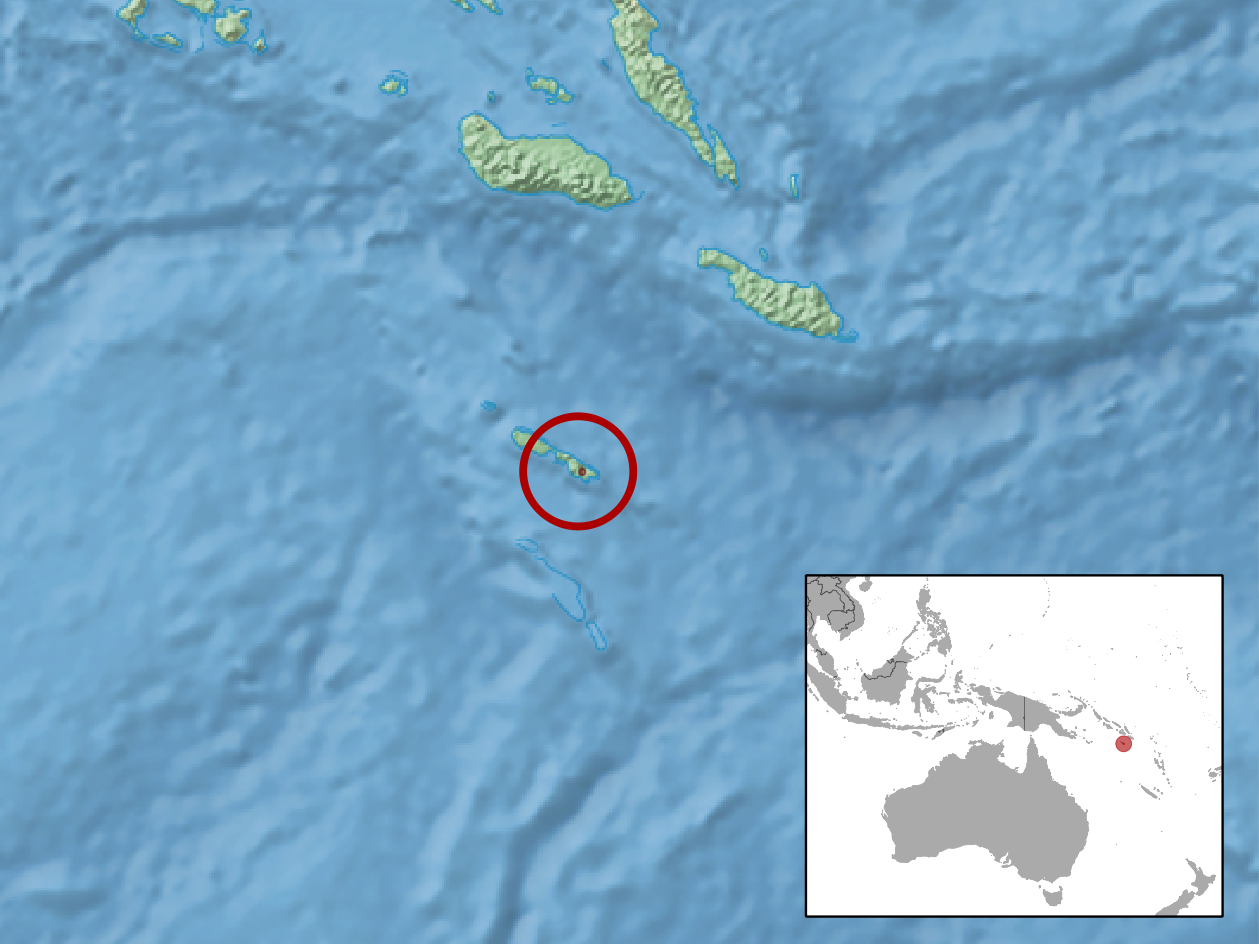
Répartition de l'espèce.

Cette espèce est endémique du lac Te-Nggano, un lac d'eau saumâtre et aussi le plus grand lagon surélevé au monde (superficie de 155 km2), sur l'île Rennell dans l'archipel des Salomon.

## Description
L'holotype de Laticauda crockeri mesure 479 mm dont 64 mm pour la queue. Les plus grands individus mesurent 615 mm pour les mâles et 795 mm pour les femelles. Cette espèce très mal connue présente un corps uniformément brun sombre ou porte de 27 à 47 anneaux plus sombre, avec une tache jaune au niveau de l'anus. On ne l'a jamais vu à terre : ce serpent mène peut-être une vie entièrement aquatique. Il chasse jusqu'à une profondeur de 13 m maximum des petits gobies Eleotris fusca et cohabite avec des tricots rayés communs.
Il s'agit de l'une des deux espèces de serpents dits marins à vivre en eau douce (plus exactement saumâtre), l'autre espèce étant Leioselasma semperi. C'est un serpent ovipare.

## Étymologie
Cette espèce est nommée en l'honneur de Templeton Crocker.

## Publication originale
- Slevin, 1934 : The Templeton Crocker Expedition to Western Polynesian and Melanesian Islands, 1933. No. 15. Notes on the reptiles and amphibians, with the description of a new species of sea-snake. Proceedings of the California Academy of Sciences, vol. 21, no 15, p. 183-188 (texte intégral).